# Biến đổi tích phân
Trong toán học, một biến đổi tích phân là biến đổi T có dạng sau:
{\displaystyle (Tf)(u)=\int \limits _{t_{1}}^{t_{2}}K(t,u)\,f(t)\,dt.}
Đầu vào của biến đổi là một hàm f, và đầu ra là một hàm Tf khác.
Có nhiều loại biến đổi tích phân.
Mỗi loại tương ứng với một lựa chọn hàm K khác nhau, gọi là nhân (tiếng Anh: kernel hay nucleus) của phép biến đổi.
Một số nhân có nghịch đảo tương ứng {\displaystyle K^{-1}(u,t)}, có nghĩa là tồn tại phép biến đổi ngược:
{\displaystyle f(t)=\int \limits _{u_{1}}^{u_{2}}K^{-1}(u,t)\,(Tf)(u)\,du.}

## Lý do
Lý do để có phép biến đổi tích phân là như sau. Có nhiều lớp bài toán mà khó có thể giải quyết - hay ít nhất là việc biểu diễn nó dưới góc nhìn đại số ban đầu. Một biến đổi tích phân sẽ ánh xạ một hàm từ "miền" gốc (ví dụ: hàm mà thời gian là một biến độc lập thì nó thuộc miền thời gian) sang một miền khác (miền đích). Việc giải bài toán trên miền đích sẽ thuận lợi hơn so với giải trên miền gốc. Sau đó, kết quả sẽ được ánh xạ trở lại miền gốc ban đầu.
Biến đổi tích phân dựa trên khái niệm spectral factorization trên hệ cơ sở trực giao chuẩn. Ý nghĩa của nó là các hàm phức tạp tùy ý đều có thể được biểu diễn dưới dạng tổng của các hàm đơn giản hơn. Ví dụ, dùng chuỗi Fourier, các hàm theo thời gian (ví dụ: điện áp của một thiết bị điện tử) có thể được biểu diễn dưới dạng tổng của các hàm sin hay cos, mỗi hàm sẽ được nhân tỉ lệ (nhân với một hệ số là hằng số) và dịch (lên hay xuống theo thời gian). Các hàm sin và cos trong chuỗi Fourier là một ví dụ của hệ cơ sở trực giao chuẩn.
Trực giao (từ ortho- trong orthonormal) có nghĩa là mỗi hàm cơ sở là trực giao với nhau; tức là tích của hai hàm khác nhau —lấy tích phân trên một chu kì—là bằng 0. Tương tự, từ "chuẩn" (-normal trong orthonormal) nghĩa là lấy một hàm cơ sơ, nhân với chính nó và lấy tích phân trên một chu kì, sẽ cho kết quả là 1. Một biến đổi tích phân là phép thay đổi một biểu diễn trên hệ cơ sở trực giao chuẩn này sang hệ trực giao chuẩn khác. Mỗi điểm trong biểu diễn của hàm được biến đổi trong miền đích tương ứng với phân bố của hàm cơ sở trực giao chuẩn cho trước được khai triển. Quá trình khai triển một hàm từ biểu diễn chuẩn của nó thành tổng của các hàm cơ sở trực giao chuẩn, có thể được nhân tỉ lệ và dịch, gọi là quá trình "spectral factorization."
Xem xét một cách triệt để, đồ thị trong trục Descarte chuẩn của một hàm có thể xem là một khai triển trực giao chuẩn. Thực ra, mỗi điểm phản ánh đóng góp của một hàm cơ sở trực giao chuẩn cho tổng đó. Một cách trực quan, điểm (3,5) trên đồ thị chính là hàm cơ sở trực giao chuẩn δ(x-3), với "δ" là hàm delta Kronecker, được nhân tỉ lệ bởi một hệ số là 5 và đóng góp cho tổng dưới dạng này. Với ý nghĩa đó, đồ thị của một hàm thực liên tục trong mặt phẳng tương ứng với một tập vô hạn các hàm cơ sở; nếu số hàm cơ sở là hữu hạn, đường cong sẽ bao gồm một tập rời rạc các điểm thay vì là một đường bao liên tục.
Lấy ví dụ của biến đổi tích phân là biến đổi Laplace. Đây là kĩ thuật ánh xạ các phương trình vi phân hay phương trình tích-vi phân (integro-differential) trong miền thời gian thành các phương trình đa thức trong miền "tần số phức". (Tần số phức là giống với tần số vật lý thực, nhưng tổng quát hơn. Đặc biệt, thành phần ảo của tần số phức tương ứng với khái niệm thông thường của tần số, viz., là tốc độ mà tại đó đường sin lặp lại chu kì, trong khi thành phần thực của tần số phức tương ứng với độ "giảm dần" (damping), hay là nhân bởi nghịch đảo hàm mũ của đường sin. Biểu thức toán exp([−s+jω]t) đánh giá exp(−st)exp(jωt), với exp(jωt) là đường sin và exp(−st) là hệ số giảm (damping factor).)
Biến đổi Laplace có ứng dụng rộng rãi trong vật lý, đặc biệt trong kĩ thuật điện, nơi mà các phương trình đặc trưng mô tả hoạt động của một mạch điện tử trong miền tần số phức, tương ứng là sự kết hợp tuyến tính của các hàm sin được biến đổi tỉ lệ, dịch theo thời gian. Các biến đổi tích phân khác có ứng dụng đặc biệt trong các kiến thức toán học và khoa học khác.

## Bảng các loại biến đổi
| Biến đổi                  | Biểu tượng                     | {\displaystyle K}                                 | t1                         | t2                        | {\displaystyle K^{-1}}                                                     | u1                             | u2                             |
| ------------------------- | ------------------------------ | ------------------------------------------------- | -------------------------- | ------------------------- | -------------------------------------------------------------------------- | ------------------------------ | ------------------------------ |
| Biến đổi Fourier          | {\displaystyle {\mathcal {F}}} | {\displaystyle {\frac {e^{-iut}}{\sqrt {2\pi }}}} | {\displaystyle -\infty \,} | {\displaystyle \infty \,} | {\displaystyle {\frac {e^{+iut}}{\sqrt {2\pi }}}}                          | {\displaystyle -\infty \,}     | {\displaystyle \infty \,}      |
| Biến đổi Mellin           | {\displaystyle {\mathcal {M}}} | {\displaystyle t^{u-1}\,}                         | {\displaystyle 0\,}        | {\displaystyle \infty \,} | {\displaystyle {\frac {t^{-u}}{2\pi i}}\,}                                 | {\displaystyle c\!-\!i\infty } | {\displaystyle c\!+\!i\infty } |
| Biến đổi Laplace hai phía | {\displaystyle {\mathcal {B}}} | {\displaystyle e^{-ut}\,}                         | {\displaystyle -\infty \,} | {\displaystyle \infty \,} | {\displaystyle {\frac {e^{+ut}}{2\pi i}}}                                  | {\displaystyle c\!-\!i\infty } | {\displaystyle c\!+\!i\infty } |
| Biến đổi Laplace          | {\displaystyle {\mathcal {L}}} | {\displaystyle e^{-ut}\,}                         | {\displaystyle 0\,}        | {\displaystyle \infty \,} | {\displaystyle {\frac {e^{+ut}}{2\pi i}}}                                  | {\displaystyle c\!-\!i\infty } | {\displaystyle c\!+\!i\infty } |
| Biến đổi Hankel           |                                | {\displaystyle t\,J_{\nu }(ut)}                   | {\displaystyle 0\,}        | {\displaystyle \infty \,} | {\displaystyle u\,J_{\nu }(ut)}                                            | {\displaystyle 0\,}            | {\displaystyle \infty \,}      |
| Biến đổi Abel             |                                | {\displaystyle {\frac {2t}{\sqrt {t^{2}-u^{2}}}}} | {\displaystyle u\,}        | {\displaystyle \infty \,} | {\displaystyle {\frac {-1}{\pi {\sqrt {u^{2}\!-\!t^{2}}}}}{\frac {d}{du}}} | {\displaystyle t\,}            | {\displaystyle \infty \,}      |
| Biến đổi Hilbert          | {\displaystyle {\mathcal {H}}} | {\displaystyle {\frac {1}{\pi }}{\frac {1}{u-t}}} | {\displaystyle -\infty \,} | {\displaystyle \infty \,} | {\displaystyle {\frac {1}{\pi }}{\frac {1}{u-t}}}                          | {\displaystyle -\infty \,}     | {\displaystyle \infty \,}      |
| Biến đổi đồng nhất        |                                | {\displaystyle \delta (u-t)\,}                    | {\displaystyle t_{1}<u\,}  | {\displaystyle t_{2}>u\,} | {\displaystyle \delta (t-u)\,}                                             | {\displaystyle u_{1}\!<\!t}    | {\displaystyle u_{2}\!>\!t}    |

Trong giới hạn của tích phân cho biến đổi ngược, c là một hằng mà phụ thuộc vào bản chất của hàm biến đổi. Ví dụ, với biến đổi Laplace một và hai phía, c phải lớn hơn phần thực lớn nhất của phần giá trị 0 của các hàm biến đổi.